# بقچه

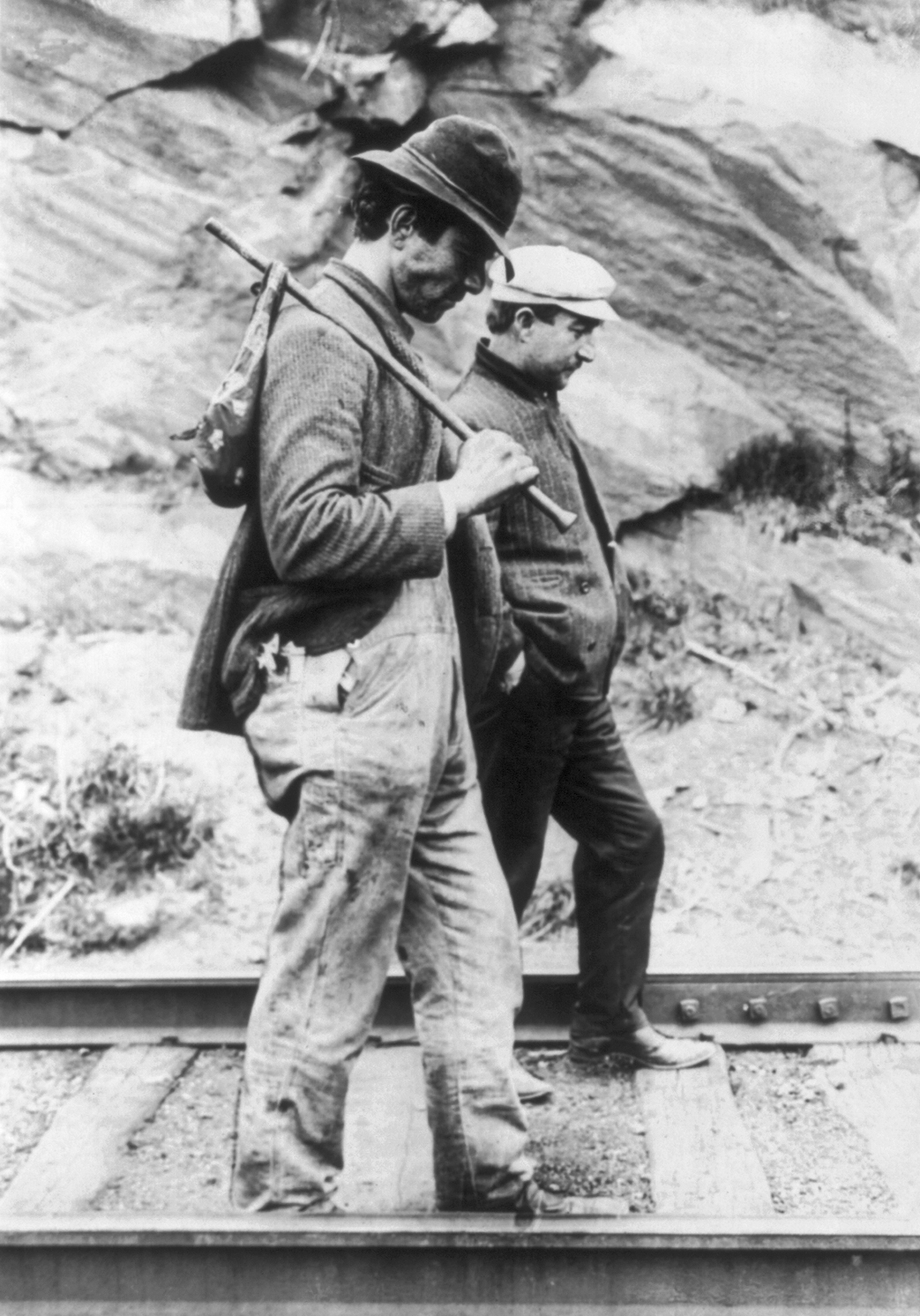
بقچه کارگر مهاجر

بُقچه، (بغچه نیز درست است) از ترکی به معنای جامه بند، پارچه ایست به شکل مربع یا مستطیل که در آن لباس، غذا، مدارک، پول یا زیورآلات و غیره گذارده و نگهداری می‌کنند. بُقچه وسیله کمکی سفر نیز هست. مجموع پارچه بسته‌بندی و محتوی را «بقچه بسته» می‌نامند.

## ترکیب‌ها
بُغچه بند، بُغچه عروس، بُغچه کش، بُغچه حمام، طاس بُغچه، دست بُغچه، بُغچه باف...